# Petrosu
Ne doit pas être confondu avec Pietroso.
 (mai 2014).
Le Petrosu ou Petroso est un ruisseau du département Corse-du-Sud de la région Corse et un affluent droit de la rivière de Bala, c'est-à-dire un sous-affluent du Stabiacciu.

## Étymologie
En latin, petrosus signifie pierreux.

## Géographie
D'une longueur de 11,3 kilomètres, le Petrosi prend sa source sur la commune de Levie, à 200 mètres à l'est de la Punta di Compolelli (1 299 m), à l'altitude 1 180 mètres.
Il coule globalement de l'ouest vers l'est.
Il conflue sur la commune de Porto-Vecchio, avec la rivière de Bala, près du lieu-dit Mela et de la crête de Contra, à l'altitude 34 mètres.
Les cours d'eau voisins sont le Francolu au sud et au nord l'Osu

### Communes et cantons traversés
Dans le seul département de la Corse-du-Sud, le Petrosu traverse trois communes et trois cantons :
- dans le sens amont vers aval : (source) Levie, Sotta, Porto-Vecchio (confluence).

Soit en termes de cantons, le Petrosu prend source dans le canton de Levie, traverse le canton de Figari, conflue dans le canton de Porto-Vecchio.

### Bassin versant
La superficie du bassin versant du Stabiacciu est de 173 km2 et celui du Petroso à Porto-Vecchio au pont de Bala est de 53,3 km2.

### Organisme gestionnaire
L'organisme gestionnaire est le Comité de bassin de Corse, depuis la loi corse du 22 janvier 2002.

## Affluents
Le Petrosu a un affluent référencé :
- le ruisseau de Fraura (rg[note 1]) 3,7 km, sur les trois communes de Levie, Porto-Vecchio, Sotta.

### Rang de Strahler
Le rang de Strahler du Petrosu est de deux.

## Hydrologie

### Le Petroso à Porto-Vecchio (pont de Bala)
Les observations notées à la station du Pont de Bala, sont sur 19 ans de 1971 à 1989. Sur cette période le débit instantané maximal a été de 191 m3/s le 1er octobre 1971, la hauteur maximale instantanée a été de 309 cm le 14 octobre 1971 et le débit journalier maximal a été de 96,7 m3/s le 6 février 1976.